# Embacang Baru
Embacang Baru is een bestuurslaag in het regentschap Musi Rawas van de provincie Zuid-Sumatra, Indonesië. Embacang Baru telt 2874 inwoners (volkstelling 2010).